# Francesco Saverio Salerno
Francesco Saverio Salerno (Caserta, 27 agosto 1928 – Roma, 21 gennaio 2017) è stato un vescovo cattolico italiano.

## Biografia

### Formazione e ministero sacerdotale
Dopo aver studiato filosofia e teologia, il 16 marzo 1952 fu ordinato sacerdote per la diocesi di Roma. Conseguì le lauree in teologia presso la Pontificia Università Gregoriana, in diritto canonico presso la Pontificia Università Lateranense e in giurisprudenza alla Sapienza di Roma.
Dopo essere stato, fra il 1952 e il 1958, vicario parrocchiale, operò nel vicariato di Roma dove dal 1962 fu capo dell'ufficio legale.
Il 10 dicembre 1964 papa Paolo VI gli conferì il titolo onorario di cameriere segreto soprannumerario di Sua Santità.
Nel 1970 fu assunto come consulente legale alla Prefettura degli affari economici della Santa Sede.
Il 30 aprile 1976 papa Paolo VI gli conferì il titolo di prelato d'onore di Sua Santità.
Fu anche docente di diritto canonico in diverse università pontificie e docente di diritto concordatario negli atenei statali.

### Ministero episcopale
Il 25 gennaio 1997 papa Giovanni Paolo II lo nominò segretario della Prefettura degli affari economici della Santa Sede e, il successivo 20 dicembre, lo elevò a vescovo titolare di Cerveteri.
Ricevette l'ordinazione episcopale il 6 gennaio successivo dallo stesso pontefice, co-consacranti gli arcivescovi Giovanni Battista Re, sostituto per gli affari generali della Segreteria di Stato, e Jorge María Mejía, segretario della Congregazione per i vescovi.
Il 23 ottobre 1998 fu nominato segretario del Supremo tribunale della Segnatura apostolica. Il 30 dicembre 2003 papa Giovanni Paolo II accettò la sua rinuncia per raggiunti limiti d'età.
Dal 2001 al 2008 fu anche consigliere di Stato presso la Pontificia commissione per lo Stato della Città del Vaticano, l'organo che esercita il potere legislativo nella Città del Vaticano.
Morì a Roma il 21 gennaio 2017. Le esequie si tennero il 24 gennaio nella basilica di San Giovanni in Laterano e furono presiedute dal cardinale Agostino Vallini. È sepolto nel cimitero del Verano.

## Genealogia episcopale
La genealogia episcopale è:
- Cardinale Scipione Rebiba
- Cardinale Giulio Antonio Santori
- Cardinale Girolamo Bernerio, O.P.
- Arcivescovo Galeazzo Sanvitale
- Cardinale Ludovico Ludovisi
- Cardinale Luigi Caetani
- Cardinale Ulderico Carpegna
- Cardinale Paluzzo Paluzzi Altieri degli Albertoni
- Papa Benedetto XIII
- Papa Benedetto XIV
- Papa Clemente XIII
- Cardinale Enrico Benedetto Stuart
- Papa Leone XII
- Cardinale Chiarissimo Falconieri Mellini
- Cardinale Camillo Di Pietro
- Cardinale Mieczysław Halka Ledóchowski
- Cardinale Jan Maurycy Paweł Puzyna de Kosielsko
- Arcivescovo Józef Bilczewski
- Arcivescovo Bolesław Twardowski
- Arcivescovo Eugeniusz Baziak
- Papa Giovanni Paolo II
- Vescovo Francesco Saverio Salerno